# Islas Gloriosas
Las islas Gloriosas o Glorioso (en francés: Îles Glorieuses o también Archipel des Glorieuses) son un grupo de islas e islotes deshabitados del océano Índico pertenecientes a Francia, que en total apenas comprenden una superficie de 7 km².
Se encuentran en el norte del canal de Mozambique, a unos 160 km al noroeste de Madagascar. El archipiélago consiste en dos islas, la Gran Gloriosa y la isla de Lys, así como también cuenta con ocho islotes rocosos.
Son territorio reclamado por Madagascar, así como por Seychelles (considerándolas parte del archipiélago Seychelles) y por Comoras (considerándolas parte del archipiélago de las Comoras).

## Economía
Las islas tienen una zona económica exclusiva (EEZ) de 48 350 km². Hay fondeaderos en las proximidades de la costa y la isla Gran Gloriosa tiene una pista de aterrizaje de 1300 m de largo.

## Historia
Las Islas Gloriosas fueron nombradas por el francés Hippolyte Caltaux, quien se estableció allí en 1880, y dio inicio a las plantaciones de maíz y coco en la isla Gran Gloriosa. las islas fueron anexadas por Francia en 1892. Forman parte de las Islas Dispersas del Océano Índico.

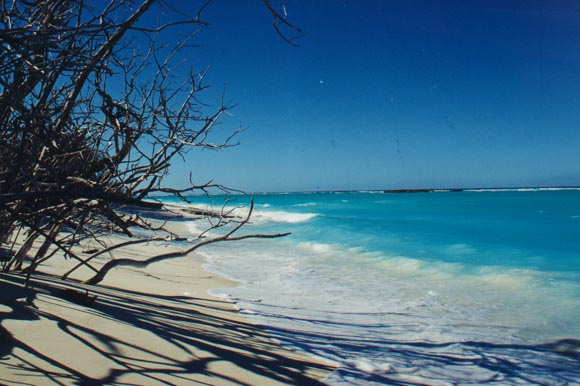
Playa de arena en la isla Gran Gloriosa.